# Diòcesi de Vibo Valentia
La diòcesi de Vibo Valentia (en llatí: Dioecesis Vibonensis) és una seu suprimida i actualment seu titular de l'Església catòlica.

## Història
Segons una tradició llegendària, la comunitat cristiana de Vibo Valentia va ser fundada després de la predicació de l'apòstol Sant Pere; i apareix documentada l'estada de Sant Pau apòstol en la vila, en el seu viatge cap a Roma.
No hi ha una llista exhaustiva dels bisbes de Vibona (nom amb el qual la ciutat va ser coneguda després de la caiguda de l'imperi). El primer bisbe conegut és Romà, que participa en el Concili de Calcedònia de 451; mentre que l'últim conegut és Esteve, present al segon Concili de Nicea en 787. La diòcesi, de ritu bizantí, va ser sufragània de l'arxidiòcesi de Reggio Calàbria.
Després de la caiguda de l'Imperi Romà, la ciutat va sofrir la devastació de mans dels gots i dels vàndals abans que Belisari la tornés a incorporar en 536 a l'Imperi Romà d'Orient.
Dos bisbes vibonesos són presents en la correspondència gregoriana: el primer és el bisbe Rufí, encarregat en 595 d'escollir entre el clergat de Massa Nicoterana (de l'actual Nicotera) un capellà digne per reemplaçar temporalment el bisbe, aleshores penitent per a algunes de les seves mancances; el segon és el bisbe Veneri qui, gràcies a gaudir de l'estima del Papa, el 595 fou encarregat de vigilar un carregament de fusta de Brucis a Roma, necessària per a la construcció de dues basíliques, i en 599 investigà (també en nom de Gregori i juntament amb altres bisbes de la regió) les disputes entre el bisbe de Reggio i el clergat, i en 600 va ser enviat a Tauriana per vigilar l'elecció del nou bisbe de la diòcesi.
El següent bisbe de què es té notícia és Papini, que va participar a Roma, juntament amb vuit bisbes de Bruzio, en el Concili de Laterà de 649, que va condemnar l'heretgia monotelista. Posteriorment són coneguts el bisbe Crescent, que va participar en el Concili de Laterà de 679 i en el Concili romà de l'any següent; i Esteve, que va participar en el Segon Concili de Nicea de 787.
La ciutat, a l'alta edat mitjana, va ser saquejada diverses vegades pels sarraïns, en 850, en 915 i finalment en 983, quan va ser destruïda per complet.
Després que la Calàbria va ser conquistada per normands, al voltant de 1080 la diòcesi de Vibona, vacant durant algun temps, va ser suprimida i el seu territori, juntament amb el de la diòcesi de Tauriana, igualment suprimida, es va incorporar a la de la nova diòcesi de Mileto, fundada per Roger I de Sicília i capital del seu regne. L'agregació de Vibona i Tauriano la seu de Mileto van ser validades per Urbà II en 1093 amb la butlla Potestas ligandi.
Actualment Vibo Valentia sobreviu com a seu episcopal titular; l'actual arquebisbe, a títol personal, és Aldo Cavalli, nunci apostòlic als Països Baixos.

## Cronologia de bisbes
- Romà † (mencionat el 451)
- Joan † (mencionat el 499)
- Rufino † (mencionat el 597)
- Veneri † (mencionat el 599)
- Papini (o Paponià) † (mencionat el 649)
- Crescenci (o Orestes) † (primer el 679 - després el 680)
- Esteve † (mencionat el 787)

## Cronologia de bisbes titulars
- Andreas Rohracher † (30 de juny de 1969 - 19 de novembre de 1970)
- Luciano Angeloni † (24 de desembre de 1970 - 9 de maig de 1996)
- Aldo Cavalli, des del 2 de juliol de 1996